# Juin 1971

## Évènements
- 2 - 25 juin[1] : Nicolae Ceaușescu se rend en République populaire de Chine.

- 11 au 13 juin, France : congrès du Parti socialiste (PS) à Épinay : François Mitterrand prend contrôle du nouveau parti socialiste.

- 12 juin : départ de la trente-neuvième édition des 24 Heures du Mans.

- 13 juin : 
  - publication par le New York Times d’extraits des Pentagon Papers, document confidentiel sur la guerre du Viêt Nam photocopié par les fonctionnaires Daniel Ellsberg et Anthony Russo.
  - Victoire de Helmut Marko et Gijs van Lennep aux 24 Heures du Mans.

- 17 juin : accord nippo-américain sur le retour d'Okinawa au Japon.

- 19 juin, France : Jean-Paul Sartre est inculpé de diffamation contre la police.

- 20 juin (Formule 1) : Grand Prix automobile des Pays-Bas.

- 21 - 23 juin : au cours du sommet de l’OUA réunissant 44 États, six États (Dahomey, Gabon, Lesotho, Madagascar, Malawi, Maurice) votent en faveur du « dialogue » avec l’Afrique du Sud, engagé à l’initiative de la Côte d'Ivoire.

- 23 juin : élection générale saskatchewanaise.

- 24 juin (Pérou)[2] : création du Sistema nacional de apoyo a la movilización social. Le gouvernement révolutionnaire du Pérou cherche des appuis plus larges parmi les ouvriers et les paysans. Une loi de mobilisation sociale est votée et donne naissance à un Système national d’appui à la mobilisation sociale (SINAMOS), qui distribue des aides et encadre ou coopte les organisations populaires.

- 28 juin, France : le Conseil municipal de Paris décide l’aménagement des Halles et la démolition des pavillons créés par Baltard.

## Naissances
- 1er juin  : 
  - Mario Cimarro, acteur cubain.
  - Primož Čučnik, poète slovène.
- 4 juin : 
  - Noah Wyle, acteur américain.
  - Joseph Kabila, président de la République démocratique du Congo de 2001 à 2018.
  - Jaynet Kabila, femme politique congolaise.
- 5 juin : Mark Wahlberg, acteur,rappeur et producteur américain.
- 7 juin : Christian Camargo, acteur américain.
- 9 juin : Jean Galfione, athlète français.
- 10 juin :
  - Johan Kleingeld, joueur sud-africain de badminton.
  - Bruno Ngotty, footballeur français.
  - Monique Ric-Hansen, joueuse sud-africaine de badminton.
  - Ilia Saveliev, joueur russe de volley-ball.
- 16 juin : 2Pac, rappeur,acteur,poète,scénariste, producteur et réalisateur américain. († 13 septembre 1996)
- 18 juin : Josselin Garnier, mathématicien français.
- 20 juin : Jeordie White, bassiste américain.
- 21 juin : 
  - Pedro Alonso, acteur espagnol.
  - Anette Olzon, musicienne suédoise, membre du groupe Nightwish.
- 24 juin : Inal Sherip, réalisateur et scénariste belge.
- 25 juin : Bruno Guillon, animateur de radio et de télévision français.
- 26 juin : Óscar Higares, matador espagnol.
- 28 juin :
  - Fabien Barthez, footballeur français.
  - Paul Magnette, homme politique belge de langue française.
  - Elon Musk, chef d'entreprise, ingénieur et inventeur d'origine sud-africaine naturalisé canadien en 1988, puis américain en 2002.
- 30 juin : Monica Potter, actrice américaine.

## Décès
- 7 juin : Camille Gutt, homme politique belge (° 14 novembre 1884).
- 18 juin :
  - Paul Karrer, chimiste.
  - Charles Meunier, coureur cycliste belge (° 18 juin 1903).
- 23 juin : Louis Lecoin.
- 26 juin : Christine Nordhagen.
- 30 juin :
  - Georgi Dobrovolski, cosmonaute russe (° 1er juin 1928).
  - Viktor Patsayev, cosmonaute russe (° 19 juin 1933).
  - Vladislav Volkov, cosmonaute russe (° 23 novembre 1935).